# Bitwa pod Wabho
Bitwa pod Wabho – starcie, do którego doszło w dniach 5-7 czerwca 2009 roku, pomiędzy rebeliantami z grupy Hizbul Islam oraz Al-Shabaab, a prorządową milicją Ahlu Sunna Walja'a. Do starcia doszło w małym miasteczku Wabho (Wabxo), w prowincji Galgadud. Podczas walk zginęło 123 osoby, czyniąc to starcie jedną z najbardziej krwawych w historii wojny domowej w Somalii.

## Preludium
W dniu 15 maja 2009 roku, niedługo po rozpoczęciu się ofensywa rebeliantów w centralnej Somalii, bojownicy Al-Shabaab zaatakowali miasto Wabho. Przez dwa dni walczyli w mieście z milicją Ahla Sunna Waljamaca. Pięć osób zginęło, a pro-rządowej milicji udało się utrzymać kontrolę na miastem.

## Bitwa
Dnia 5 czerwca, rebelianci zaatakowali miasto ponownie, tym razem rebelianci z Hizbul Islam tworzyli trzon sił przeprowadzających atak. Rzecznik rebeliantów, Sheik Abdi Muse Arale ogłosił przejecie miasta, jak i również zdobycie trzech opancerzonych ciężarówek. W tej pierwszej fazie bitwy zginęło około 10 osób. Podczas zdobywania miasta użyto ciężkiej broni oraz moździerzy. W nadal trwających walkach zginęło kolejne 56 osób. Jeszcze tego samego dnia milicje Ahla Sunna Waljamaca ogłosiły odbicie miasta z rąk Szebabów. Jako że obydwie strony deklarowały zwycięstwo, wynik pierwszej fazy bitwy jest nieznany. Śmierć poniosło ponad 40 osób, a 60 zostało rannych.
7 czerwca 2009 roku, rebelianci ostatecznie zajęli miasto, tym samym wygrywając bitwę. Pojawiły się także doniesienia iż po stronie al-Shabaab walczyli zagraniczni bojownicy, którzy zostali zidentyfikowani pośród zmarłych. Podczas całej bitwy liczba zabitych wyniosła 123 osoby, co czyni ją jedną z najbardziej morderczych w historii całego konfliktu.

## Hassan Dahir Awejs oraz Hassan Turki
W toku walki bojownicy Ahla Sunna Waljamaca poinformowali media, iż w bitwie poległ Szejk Hassan Dahir Awejs, a także Szejk Hassan Turki, jeden z czołowych postaci wśród szebabów. Jednak Hassan Dahir Aweys skontaktował się z mediami, aby zaprzeczyć pogłoskom o swojej śmierci oraz potwierdzić, że cieszy się doskonałym zdrowiem. Dodatkowo rzecznik Hizbul Islam, zaprzeczył informacjom o śmierci Hassana Turki, informując iż przebywał on w tym czasie w Mogadiszu, wspólnie z Hassanem Dahir Aweys'em; tym samym nie mógł brać udziału w bitwie.